# Salmonella subterranea
Espèce
Salmonella subterranea est une espèce de  bacilles Gram négatifs (BGN) de la famille des Enterobacteriaceae. Son nom tiré du latin subterranea (souterraine) fait référence aux sédiments contaminés par de l'uranium(VI) d'où cette bactérie a été isolée pour la première fois.